# Driss Roukhe
Driss Roukhe (en arabe : إدريس الروخ), né le 5 juillet 1968 à Meknès, est un acteur et réalisateur marocain.

## Biographie
Né à Meknès en 1968, dans une famille défavorisée, Driss Roukhe suit une formation théâtrale à l'Institut supérieur d'art dramatique et d'animation culturelle (ISADAC) de Rabat de 1990 à 1994. En tournée à Strasbourg avec la pièce Le Collier des ruses, il se fait remarquer et décroche une bourse d'études au Conservatoire national supérieur d'art dramatique (CNSAD) de Paris d’où il sort licencié en 1995. Il part ensuite en Jordanie et en Égypte, toujours pour apprendre son métier d'acteur, fait un détour par la Suède au théâtre d'Angered à Göteborg, puis au Théâtre dramatique royal de Stockholm et se produit au théâtre El Garage d’Alexandrie.
Au Maroc, avec sa troupe du Théâtre des sept, il monte ses pièces : Aouicha, sur la persécution des journalistes, Figurines de papier, sur l’arbitraire du pouvoir local, La Dernière Danse, sur l’adultère ou Callgirls, sur la prostitution.
Dès le milieu des années 1990, Driss Roukhe apparaît dans de nombreux films marocains et internationaux. Dans son pays, on le voit notamment dans Et après ? de Mohamed Ismaïl, Le Regard et Casanegra de Nour-Eddine Lakhmari, L'Enfant cheikh de Hamid Bénani, Aïda de Driss Mrini ou La Marche verte de Youssef Britel. Il tourne pour des réalisateurs français comme Laurent Heynemann, Jean-Jacques Annaud et Philippe Haïm, et pour l’allemand Michael Dreher (La Double Vie de Daniel Shore). Également acteur dans des productions américaines, il est le partenaire, entre autres, de George Clooney dans Syriana, Brad Pitt et Cate Blanchett dans Babel et Matt Damon dans Green Zone.
Il acquiert une grande popularité dans son pays en apparaissant dans des séries comme Koulha Yalghi Belghah, Maria Nassar et Les Filles de Lalla Mennana.

## Filmographie

### Cinéma

#### Longs métrages
- 1996 : Aouchtam (اوشتام) de Mohamed Ismaïl : le pêcheur
- 1998 : Les Amis d'hier (أصدقاء الامس) de Hassan Ben Jalloun : l'ambassadeur
- 2001 : Un aller simple de Laurent Heynemann : Omar
- 2001 : Et après ? (وبعد) de Mohamed Ismaïl
- 2002 : Frontières (حدود) de Mostéfa Djadjam
- 2002 : Mona Saber (نى صابر) d'Abdelhai Laraki
- 2004 : La Chambre noire (الغرفة السوداء) de Mohamed Ismaïl
- 2005 : Le Regard (النظرة) de Nour-Eddine Lakhmari : Ramzi
- 2005 : Syriana de Stephen Gaghan : un garde
- 2006 : Abdou chez les Almohades (عبدو في عهد الموحدين) de Saïd Naciri
- 2006 : Parfum de mer / les vagues de la colère (عطر البحر) de Abdelhai Laraki
- 2006 : Babel d'Alejandro González Iñárritu : Alarid
- 2006 : La Situation (The Situation) de Philip Haas : Walid
- 2007 : Les Anges de Satan (ملائكة الشيطان) d'Ahmed Boulane : Kader
- 2007 : Arn, chevalier du Temple (Arn, Tempelriddaren) de Peter Flinth : Fakhir
- 2007 : Détention secrète (Rendition) de Gavin Hood : Bahi
- 2008 : Number One (رقم واحد) de Zakia Tahiri : Toro
- 2008 : Arn, le royaume au bout du chemin (Arn - Riket vid vägens slut) de Peter Flinth : Fakhir
- 2008 : Secret défense de Philippe Haïm : Natrif
- 2008 : Casa Negra (کزا نكرا) de Nour-Eddine Lakhmari : le beau-père
- 2008 : Gud, lukt och henne de Karin Westerlund
- 2009 : Allo 15 (آلو 15) de Mohammed Lyounsi
- 2009 : Terminus des anges de Hicham Lasri, Mohamed Mouftakir et Narjiss Nejjar
- 2009 : La Double Vie de Daniel Shore (Die zwei Leben des Daniel Shore) de Michael Dreher : le Commandant
- 2010 : Green Zone de Paul Greengrass : Tahir al-Malik
- 2010 : Pégase (بُرَاقْ) de Mohamed Mouftakir : Chrif
- 2011 : Agadir Bombay[4] (أغاديرمومباي)  de Myriam Bakir : Rachid
- 2010 : Ben X (بنيكس) de Mohammed Lyounsi
- 2011 : L'Enfant cheikh (لطفل الشيخ) d'Hamid Bénani
- 2011 : Les Ailes de l'amour (جنـــــــاح لهــــوى) d'Abdelhai Laraki : le Mokkadem
- 2011 : Or noir de Jean-Jacques Annaud : Magroof
- 2012 : Hamilton 2: détention secrète[5] (Hamilton: Men inte om det gäller din dotter) de Tobias Falk : Arahan
- 2013 : Exit Maroc (Traitors) de Sean Gullette : Haj
- 2013 : Elle est diabétique et hypertendu et elle refuse de crever (فيها الملح والسكر أو عمَّرها ما غَدَ تموت oلمغرب) de Swel et Imad Noury
- 2014 : Dallas (دالاس) d'Ali El Mejboud et Bahija Lyoubi : Mestouri
- 2015 : Aïda la revenante (عايدة) de Driss Mrini
- 2015 : Chaïbia, la paysanne des arts (شعيبية) de Youssef Britel : le père de Chaïbia
- 2015 : Karyane Bollywood (كريان بوليود) de Yassine Fennane
- 2016 : La Marche verte (المسيرة) de Youssef Britel : Driss
- 2017 : Hayat (حياة) de Raouf Sebbahi : Driss (en postproduction)
- 2017 : Burnout (بورن أوت) de Nour-Eddine Lakhmari : Monsieur Faridi
- 2018 : La danse du vent (رقصة الريح) de Driss Roukhe
- 2019 : Mks 1986 (مكناس 1986) de Driss Roukhe
- 2020 : La Marchandise (البضاعة) de Mohamed Nesrat
- 2020 : Jrada malha, l’égarée de Driss Roukhe : Driss

#### Courts métrages
- 1996 : Les 400 et un coups d'Abdelhay Laraki
- 2002 : Un voyage de trop (على جناح السلامة) d'Aziz Salmy
- 2006 : Le Taxi blanc (طاكسي ابيض) de Jamal Souissi
- 2006 : Le Prince de Ouarzazate (فيلم مغربي قصير أمير ) de Fouad Challa
- 2007 : Poteau de Iman Douayou
- 2009 : 37 Kilomètres celsius (37 كيلومتر) d'Othman Naciri
- 2013 : Entropya (انتروبيا) de Yassine Marco Marroccu : le mari
- 2014 : Twist (تويست) de Zakaria Zahrani : Jamal
- 2014 : Black Screen (الشاشة السوداء) de Nour Eddine Lakhmari : lui-même
- 2015 : L'Esclave du mâle (العبد) de Mohcine Nadifi : Bougati

#### Réalisations et scénarios
- 2018 : La danse du vent (رقصة الريح)
- 2019 : Mks 1986 (مكناس 1986)
- 2019 : Jrada malha, l’égarée
- 2020 : Meknès, Versailles au Maroc (documentaire)

#### Scénarios et réalisations courts métrages
- 2006 : Chaos (الضربة القاضية)
- 2008 : Double voix
- 2008 : La Danse du vent (رقصة الريح)

### Télévision

#### Acteur téléfilms
- 2001 : Nisaa al randi, en 3 parties  de Chakir Ben Omar : Ali
- 2001 : Amouaj al ber de Mohamed Ismaïl
- 2002 : Petits secrets d'Aziz Salmy
- 2002 : Espion de Hakim Nourri : l’espion
- 2004 : L'ombre de loup de Mansouri d'Aahde Ben Souda
- 2004 : Nuits blanches de Jamel Belmejdoub : l'inspecteur Said
- 2005 : Des hommes sous terre d'Abbés Fourak
- 2005 : Les hommes et la mer d'Abedssalam kelai rôle de : Laarbi
- 2006 : L’autre face de crime d'Ali tahiri : Mourad
- 2009 : Happy End (نهاية سعيدة) de Driss Roukhe
- 2012 : Saffi Tachreb (صفي تشرب) de Driss Roukhe : Ali
- 2013 : Boughaba (بوغابة) de Driss Roukh
- 2014 : Je t'aime ... moi aussi (كنبغيك حتى انا) de Driss Roukhe : Marouane

#### Réalisateur téléfilms
- 2009 : Happy End (نهاية سعيدة)
- 2012 : Saffi Tachreb (صفي تشرب)
- 2013 : Boughaba (بوغابة)
- 2014 : Je t'aime ... moi aussi (كنبغيك حتى انا)
- 2015 : Halibe Soultane (حليب سلطان ح)

#### Acteur séries télévisées
- 1998 : Hab. lmzah, 20 épisodes de Chakir Ben Omar
- 2000 : Dwayer Zman, 20 épisodes de Farida Bourkia : Miloud
- 2000 : Fi salfi azzaman, 4 épisodes de Chakir Ben Omar : le révolté
- 2001 : Koulha Yalghi Belghah, 30 épisodes de Boubker Mekouar
- 2002 : Al Aïn Wa Al Matfya (العين و المطفية), 23 épisodes de Chafik Shimi
- 2002 : Khalkhal Al Batoul, 25 épisodes de Jamal Belmajdoub
- 2004 : Maria Nassar, 23 épisodes de Laila Triki
- 2004 : État d'alerte (The Grid) de Mikael Salomon : l'officier saoudien des douanes
- 2008 : The Passion, saison 1, épisode 2 de Michael Offer : un soldat romain à la procession
- 2010 : Arn, saison 1, épisodes 1-3-4-5 de Peter Flinth : Fakhir
- 2011 : La Brigade d'Adil el Fadili
- 2011-2012 : Les filles de Lalla Mennana (بنات لالة منانة) de Yassine Fennane : Kamal
- 2014 : Zina de Yassine Fennane
- 2016 : Dounia Douaria de Mohamed Nesrate : Brahim
- 2017 : Lyatima Aka l'orpheline de Mohamed Nesrate
- 2016 : Oulad el Mokhtar de El Quessar Rita et Ali Tahiri
- 2020 : Oulad eloumiukhatri de Ali Tahiri et Ghita El Kassar : Sif
- 2020 : Bab al Bahar, 8 épisodes de Chaouki El Ofir : l'inspecteur Amrani

#### Réalisateur séries télévisées
- 2010 : Yak hna Jirane, 30 épisodes
- 2011 : Dima Jirane, 30 épisodes
- 2012 : Kolna Jirane, 30 épisodes
- 2014 : Dar Elghezlane
- 2015 : Hibal Errih
- 2016 : L'Auberge
- 2020 : Bab El Hana

#### Scénariste séries télévisées
- 2004 : Maria Nassar, 30 épisodes
- 2011 : La Brigade d'Adil el Fadili
- 2020 : Bab El Hana

### Réalisateur clips
- 2011 : Choufi de Sy Mehdi
- 2011 : Kolna Jirane de Daoudia
- 2016 : Kamilya y'a Kamilya de Ghita El Berrak

## Théâtre

### Comédien
- 1992 : Le Bel Indifférent de Jean Cocteau, mise en scène Salima Benmoumen
- 1993 : Le Collier des ruses opéra de chambre d'El Hamadhânî
- 1993 : Les Trois Sœurs de Tchekhov, mise en scène Jamal Eddine Dkhissi
- 1994 : Tazkia texte collectif, mise en scène Rachid Amahgour
- 1994 : Hamlet de William Shakespeare, mise en scène Zioual Nouredin
- 1994 : Le Collier des ruses opéra de chambre d'Ahmed Essayer, mise en scène Anne Torres
- 1994 : A la recherche d'un mari pour ma sœur, improvisation, mise en scène Carlo Damasco
- 1995 : La Noce chez les petits bourgeois de Bertolt Brecht, mise en scène Fawzi Ben Saidi
- 1995 : Arlequin serviteur de deux maîtres de Carlo Goldoni, mise en scène Carlo Damasco
- 1997 : L'Adolescence retardée de Dounagh McDounag, mise en scène Mahmoud Bellahcen, Théâtre des Sept de Meknès
- 1997 : Zaouïa d'après les textes d'Arrabal, mise en scène Mahmoud Bellahcen
- 1997 : Bouktef d'Abdessamad el Kanfaoui, mise en scène Abellah Chakiri
- 1998 : Mademoiselle Julie d'August Strindberg, mise en scène Jaouad el Assadi
- 1998 : Aouicha de Driss Roukhe, en scène de l'auteur, Théâtre des Sept de Meknès
- 2000 : L'Iimpromptu de Casablanca de Mohamed Nadif, mise en scène Noureddine Zioual
- 2001 : Le Songe d'une nuit d'été de William Shakespeare, mise en scène Eva Bergman

### Auteur
- 1995 : Aouicha
- 1995 : Passé d'une femme
- 1998 : Fin
- 1999 : Bladi mon pays
- 2000 : La Dernière danse
- 2000 : Yamat lbled
- 2001 : Figurine en papier
- 2001 : Call Girls

### Mise en scène
- 1992 : Escuadra hatia la muerte d'Alfonso Sastre
- 1993 : Les enfants d'el ARTE, improvisation, à l'Institut français de Meknès
- 1996 : Hécube d'Euripide
- 1998 : Aouicha de Driss Roukhe, Théâtre des Sept de Meknès
- 1999 : La Dernière danse de Driss Roukhe, Théâtre des Sept de Meknès
- 2000 : Yamat lbled de Driss Roukhe, Théâtre des Sept de Meknès
- 2001 : Essalha d'après un texte de Dario Fo
- 2001 : Chkoun hia d'après Faut pas payer ! de Dario Fo
- 2002 : Bladi mon pays de Driss Roukhe, Théâtre des Sept de Meknès
- 2004 : Figurine en papier de Driss Roukhe, Théâtre des Sept de Meknès
- 2012 : Elfaloujja, porte d'enfer de Nocollini
- 2014 : Bab lwziiir de Mounir Bahi

## Distinctions
- Festival international du court métrage de Mohammedia 2007 : Grand Prix pour Chaos
- Festival international du film court et du documentaire de Casablanca 2007 : Grand Prix pour Chaos